# Michael Sandstød
Michael Sandstød (Copenhague, 23 de junio de 1968) es un deportista danés que compitió en ciclismo en las modalidades de pista, especialista en las pruebas de persecución por equipos y puntuación, y ruta, en donde formó parte del equipo Home-Jack & Jones.
Participó en dos Juegos Olímpicos de Verano, en los años 1992 y 2000, obteniendo una medalla de bronce en Barcelona 1992 en la prueba de persecución por equipos (junto con Ken Frost, Jimmi Madsen, Klaus Kynde Nielsen y Jan Bo Petersen).
Ganó una medalla de plata en el Campeonato Mundial de Ciclismo en Pista de 1996, en la carrera por puntos.

## Trayectoria deportiva
Pasó a profesional en 1993. Su primera victoria en ruta fue una etapa en la Vuelta a Dinamarca en 1996. Obtuvo grandes resultados en ciclismo en pista como la segunda plaza en la carrera a los puntos en el Mundial de 1996 y una medalla de bronce en persecución por equipos en los Juegos Olímpicos de 1992.
Séxtuplo campeón de Dinamarca en contrarreloj, consiguió en el año 2000 ganar tanto la prueba en línea como la prueba en contrarreloj en el campeonato nacional. Fue miembro del equipo Home-Jack & Jones, que luego se convirtió en el equipo CSC, de 1999 a 2004, año donde puso fin a su carrera deportiva. Durante este período, ganó los Cuatro Días de Dunkerque gracias a su victoria en la etapa cronometrada. Participó dos veces en el Tour de Francia. Se escapó en la quinta etapa del Tour 2002, consiguiendo la segunda plaza, ya que fue batido al esprint por Jaan Kirsipuu.

## Medallero internacional
| Juegos Olímpicos   | Juegos Olímpicos         | Juegos Olímpicos  | Juegos Olímpicos        |
| Año                | Lugar                    | Medalla           | Competición             |
| ------------------ | ------------------------ | ----------------- | ----------------------- |
| 1992               | Barcelona (España)       | Medalla de bronce | Persecución por equipos |
| Campeonato Mundial |                          |                   |                         |
| Año                | Lugar                    | Medalla           | Competición             |
| 1996               | Mánchester (Reino Unido) | Medalla de plata  | Puntuación              |

1. ↑  Compitió en la ronda de clasificación.

## Palmarés
| 1992 (como amateur) - 3.º en el Campeonato Olímnpico Persecución por Equipos 1996 - 1 etapa de la Vuelta a Dinamarca - 2.º en la Campeonato Mundial Puntuación - Tour de Fyen 1997 - Campeonato de Dinamarca Contrarreloj 1998 - Campeonato de Dinamarca Contrarreloj - 3.º en el Campeonato de Dinamarca en Ruta 1999 - Campeonato de Dinamarca Contrarreloj - Cuatro Días de Dunkerque más 1 etapa - GP Midtbank | 2000 - Campeonato de Dinamarca Contrarreloj - GP Midtbank - Tour de l'Oise más 2 etapas 2001 - CSC Classic 2002 - Campeonato de Dinamarca Contrarreloj - Campeonato de Dinamarca en Ruta - Tour de Picardie más 1 etapa 2004 - Campeonato de Dinamarca Contrarreloj |